# Прыгунки
Прыгунки́ ― группа островов в Каспийском море в составе архипелага Чечень. Административно относится к городскому округу Махачкала Республики Дагестан. Климат холодный[какой?] и сухой.

## География
К юго-западу от островов Прыгунки лежит остров Чечень, от которого те отделены водами Каспийского моря. Площадь островов часто меняется вследствие колебания уровня воды. Приблизительная площадь группы ― 0,2 км². Высота островов Прыгунки относительно уровня моря составляет −25,1 м.
Острова Прыгунки, как и другие острова архипелага Чечень, скорее всего, были образованы наносами рек Сулак и Терек. Периодически воды вокруг островов мелеют, и Прыгунки соединяются с островом Чечень.

## Климат
Средняя температура на островах составляет 12 °C. Самый жаркий месяц — август (+26 °С), самый холодный — январь (−2 °С). Среднее количество осадков составляет 482 миллиметра в год. Самый влажный месяц — декабрь (69 мм осадков), а самый сухой — август (16 мм).
| Климатограмма острова Прыгунки        | Климатограмма острова Прыгунки | Климатограмма острова Прыгунки | Климатограмма острова Прыгунки | Климатограмма острова Прыгунки | Климатограмма острова Прыгунки | Климатограмма острова Прыгунки | Климатограмма острова Прыгунки | Климатограмма острова Прыгунки | Климатограмма острова Прыгунки | Климатограмма острова Прыгунки | Климатограмма острова Прыгунки |
| ------------------------------------- | ------------------------------ | ------------------------------ | ------------------------------ | ------------------------------ | ------------------------------ | ------------------------------ | ------------------------------ | ------------------------------ | ------------------------------ | ------------------------------ | ------------------------------ |
| Я                                     | Ф                              | М                              | А                              | М                              | И                              | И                              | А                              | С                              | О                              | Н                              | Д                              |
| 44 0 −4                               | 53 3 −5                        | 20 5 1                         | 20 12 6                        | 47 19 15                       | 56 27 23                       | 42 28 22                       | 16 29 23                       | 44 25 20                       | 40 14 12                       | 30 8 4                         | 69 5 −3                        |
| Температура в °C • Сумма осадков в мм |                                |                                |                                |                                |                                |                                |                                |                                |                                |                                |                                |